# 31-es busz (Győr)
A győri 31-es jelzésű autóbusz a Révai Miklós utca és a Győrszentiván, Kálmán Imre út között közlekedik, Győrszentiván felé Homoksor, Napos út érintésével. A járatot a Volánbusz üzemelteti.

## Története
Győrszentiván új törzsvonalhálózata 2009. február 2-től valósult meg. Újdonság ugyanakkor, hogy a 31Y jelzésű járatok az Ipari Parkot, a Rába és az AUDI gyárat is érintik. Győrszentiván közlekedésének gerincét a 30-as és 31-es „körjáratok” alkotják, amelyek mind a Kálmán Imre utat, mind a Homoksort érintik, de különböző sorrendben (a 30-as előbb a Kálmán Imre utat, a 31-es előbb a Homoksort). Ezeket 30A és 31A jelzésű betétjáratok egészítik ki (). A módosításnak köszönhetően egyenletesebbé – és a legtöbb időszakban sűrűbbé – vált a közlekedés Győrszentiván valamennyi területén, a homoksori városrészt csúcsidőn kívül közel kétszer annyi járat érinti, mint 2009 februárja előtt. A megoldás kisebb hátránya, hogy az utasok egy része bizonyos esetekben kb. 7-10 perces kerülő megtételére kényszerül, azonban a várakozási időt is figyelembe véve, összességében csökkent az átlagos eljutási idő.

## Közlekedése
Mindennap közlekedik a 30-as, 30A, 30B, 30Y és 31A járatokkal hangoltan.

## Útvonala
| Győrszentiván, Kálmán Imre út felé | Révai Miklós utca felé |
| --- | --- |
| Révai Miklós utca – Révai Miklós utca – Városház tér – Szent István út – Fehérvári út – Vágóhíd utca – Kandó Kálmán utca – Reptéri út – Hűtőház utca – Váci Mihály utca – Déryné út – Törökverő út – Homoksori út – Győrszentiván, Homoksor, Napos út – Homoksori út – Törökverő út – Déryné út – Kör tér – Sugár út – Vajda János utca – Felüljáró út – Győrszentiván, Kálmán Imre út | Győrszentiván, Kálmán Imre út – Felüljáró út – Vajda János utca – Sugár út – Kör tér – Déryné út – Váci Mihály utca – Hűtőház utca – Reptéri út – Kandó Kálmán utca – Vágóhíd utca – Fehérvári út – Budai út – Gárdonyi Géza utca – Révai Miklós utca – Révai Miklós utca |

## Megállóhelyei
Az átszállási kapcsolatok között a 30-as, 30A, 30B, 30Y és 31A buszok nincsenek feltüntetve.
| 31 (Révai Miklós utca – Győrszentiván, Kálmán Imre út) | 31 (Révai Miklós utca – Győrszentiván, Kálmán Imre út) | 31 (Révai Miklós utca – Győrszentiván, Kálmán Imre út)        | 31 (Révai Miklós utca – Győrszentiván, Kálmán Imre út) | 31 (Révai Miklós utca – Győrszentiván, Kálmán Imre út) | 31 (Révai Miklós utca – Győrszentiván, Kálmán Imre út) | 31 (Révai Miklós utca – Győrszentiván, Kálmán Imre út) | 31 (Révai Miklós utca – Győrszentiván, Kálmán Imre út) |
| Perc (↓)                                               | Perc (↓)                                               | Megállóhely                                                   | Perc (↑)                                               | Perc (↑)                                               | Átszállási kapcsolatok | Fontosabb létesítmények |                                                        |
| ------------------------------------------------------ | ------------------------------------------------------ | ------------------------------------------------------------- | ------------------------------------------------------ | ------------------------------------------------------ | --- | --- | ------------------------------------------------------ |
| 0                                                      | 0                                                      | Révai Miklós utca végállomás                                  | 28                                                     | 38                                                     | 1, 1A, 2, 5, 5B, 5R, 6, 7, 8, 8B, 9, 9A, 11, 12, 12A, 14, 14B, 15, 15A, 17, 17B, 19, 19A, 21, 21B, 22, 22A, 22B, 22Y, 29, 37, 38, 38A, 42, CITY Távolsági járatok S10 G10 , IC, InterRégió, EC, EN, ER, gyorsvonat, expresszvonat, | Győr Helyi autóbusz-állomás, Bisinger József park, Posta, Városháza, Honvéd liget, Révai Miklós Gimnázium, Földhivatal, Megyeháza, Győri Törvényszék, Büntetés-végrehajtási Intézet, Richter János Hangverseny- és Konferenciaterem, Vízügyi Igazgatóság, Zenés szökőkút, Bisinger József park, Kormányablak |                                                        |
| 1                                                      | 1                                                      | Városháza                                                     | ∫                                                      | ∫                                                      | 1, 1A, 2, 5, 5B, 5R, 6, 7, 8, 8B, 9, 9A, 11, 12, 12A, 14, 14B, 15, 15A, 17, 17B, 19, 19A, 21, 21B, 22, 22A, 22B, 22Y, 29, 37, 38, 38A, 42, CITY Távolsági járatok S10 G10 , IC, InterRégió, EC, EN, ER, gyorsvonat, expresszvonat, | Győr Helyi autóbusz-állomás, Bisinger József park, Posta, Városháza, Honvéd liget, Révai Miklós Gimnázium, Földhivatal, Megyeháza, Győri Törvényszék, Büntetés-végrehajtási Intézet, Richter János Hangverseny- és Konferenciaterem, Vízügyi Igazgatóság, Zenés szökőkút, Bisinger József park, Kormányablak |                                                        |
| 3                                                      | 3                                                      | Szent István út, Iparkamara (↓) Gárdonyi Géza utca (↑)        | 27                                                     | 37                                                     | 6, 7, 8, 8B, 10, 11, 11Y, 12, 12A, 14, 14B, 15, 15A, 42, CITY | Győr-Moson-Sopron Megyei Kereskedelmi és Iparkamara, GYSZSZC Deák Ferenc Közgazdasági Szakgimnáziuma, Révai Parkolóház, Bisinger József park |                                                        |
| 5                                                      | 5                                                      | Fehérvári út, Árkád üzletház (↓) Budai út, Árkád üzletház (↑) | 25                                                     | 35                                                     | 2B, 6, 7, 8, 8B, 10, 12, 12A, 14, 14B, 17, 17B, CITY | ÁRKÁD |                                                        |
| 6                                                      | 7                                                      | Fehérvári út, Vágóhíd utca                                    | 23                                                     | 33                                                     | 7, 8, 8B, 12, 12A, 17, 17B | INTERSPAR Center, OBI, LIDL, Gyárvárosi Általános Iskola |                                                        |
| 7                                                      | 8                                                      | Vágóhíd utca                                                  | 22                                                     | 32                                                     | 8, 8B, 12, 12A | Gyárvárosi Általános Iskola, OBI, INTERSPAR Center, ALDI |                                                        |
| 8                                                      | 10                                                     | Kandó utca, IGM Kft.                                          | 21                                                     | 31                                                     | 12, 12A | |                                                        |
| 9                                                      | 11                                                     | Gyárváros, vasúti megállóhely                                 | 19                                                     | 29                                                     | 12, 12A | Győr-Gyárváros E.ON Zrt., Credobus Autóbuszgyár |                                                        |
| 10                                                     | 12                                                     | ÁTI-raktár                                                    | 18                                                     | 28                                                     | 12, 12A, 20, 20Y, 23, 24 | |                                                        |
| 11                                                     | 13                                                     | Reptéri út, Hűtőház utca                                      | 17                                                     | 27                                                     | 12, 12A, 20, 20Y, 23, 24 | Kenyérgyár |                                                        |
| 13                                                     | 15                                                     | Hecsepuszta                                                   | 16                                                     | 16                                                     | 15, 15A, 23 | |                                                        |
| 14                                                     | 16                                                     | Chio sütőüzem                                                 | 14                                                     | 14                                                     | 23 | Intersnack Magyarország Kft. |                                                        |
| 16                                                     | 18                                                     | Dózsa major                                                   | 12                                                     | 12                                                     | 23 | |                                                        |
| 17                                                     | 19                                                     | Hérics utca (Korábban: Váci Mihály utca 132.)                 | 11                                                     | 11                                                     | 23 | |                                                        |
| 18                                                     | 20                                                     | Váci Mihály utca 92.                                          | 10                                                     | 10                                                     | 23 | |                                                        |
| 19                                                     | 21                                                     | Váci Mihály iskola                                            | 9                                                      | 9                                                      | 23 | Váci Mihály Általános Iskola, Keresztelő Szent János templom |                                                        |
| 20                                                     | 22                                                     | Déryné út, mozi                                               | ∫                                                      | ∫                                                      | | Duna Filmszínház |                                                        |
| 21                                                     | 23                                                     | Törökverő út                                                  | ∫                                                      | ∫                                                      | | |                                                        |
| 22                                                     | 25                                                     | Jogar utca                                                    | ∫                                                      | ∫                                                      | | |                                                        |
| 24                                                     | 28                                                     | Győrszentiván, Homoksor, Napos út                             | ∫                                                      | ∫                                                      | | |                                                        |
| 25                                                     | 29                                                     | Jogar utca                                                    | ∫                                                      | ∫                                                      | | |                                                        |
| 26                                                     | 30                                                     | Törökverő út                                                  | ∫                                                      | ∫                                                      | | |                                                        |
| 27                                                     | 31                                                     | Déryné út, mozi                                               | ∫                                                      | ∫                                                      | | Duna Filmszínház |                                                        |
| 28                                                     | 32                                                     | Győrszentiván, részönkormányzat                               | 7                                                      | 7                                                      | 23 | Győrszentiváni részönkormányzat, Kossuth Lajos Művelődési Ház |                                                        |
| 29                                                     | 33                                                     | Kör tér                                                       | 6                                                      | 6                                                      | 23 | Orvosi rendelő |                                                        |
| 30                                                     | 34                                                     | Sugár út, óvoda                                               | 5                                                      | 5                                                      | 23 | Győrszentiváni Óvoda |                                                        |
| 31                                                     | 35                                                     | Sugár út, Vajda utca                                          | 3                                                      | 3                                                      | 23 | Sugár úti temető |                                                        |
| 33                                                     | 37                                                     | Vajda utca, Móricz Zsigmond iskola                            | 2                                                      | 2                                                      | 23 | Móricz Zsigmond Általános Iskola |                                                        |
| 35                                                     | 39                                                     | Győrszentiván, Kálmán Imre út                                 | 0                                                      | 0                                                      | 23 | |                                                        |

1. 1 2  Egyes járatok kiemelt csúcsidei menetidővel közlekednek.

## 30-31-es buszcsalád

### 30
A 30-as jelzésű busz, a 30A járat útvonalán közlekedik, de a Révai Miklós utca felé Győrszentiván, Homoksorhoz is betér.

### 30A
A 30A jelzésű busz, csak Kálmán Imre útig közlekedik, nem érintve a Győrszentiván Homoksor, Napos út megállóhelyet.

### 30B
A 30B jelzésű busz, a 30A útvonalán közlekedik, de Hecsepuszta után betér, az Ipari Park, felüljáró megállóhoz. Ezt követően a 30A útvonalán közlekedik tovább.

### 30Y
Az autóbusz a Szent István úton, az Iparkamarai megálló után, egyenesen folytatja útját az 1-es főúton. Átmegy a felüljárón a MÁV teherpályaudvara felett és a Mártírok úti megállóban áll meg a 401. számú szakmunkásképző intézetnél. A következő megálló az Íves utca, majd az AUDI gyár főbejáratánál áll meg. A következő megálló szintén az AUDI gyár 3-as portája (a  Kardán utcánál).
Innen érintve a Rába gyár személyportáját, a volt TUNGSRAM gyár előtt áll meg. Az Oxigéngyári úton a környező üzemek dolgozóit letéve, rákanyarodik a sima 30-as autóbusz útvonalára. Hecsepusztát elhagyva az Ipari park felüljáróján keresztezi a Budapest-Hegyeshalom vasútvonalat, majd betér az Ipari parkba. Itt leteszi illetve felveszi az Ipari parkban dolgozókat. Az Almafa utca után, folytatja útját az AUDI LOC1, és LOC2-es raktára felé. Ezek után, a többi járattal ellentétben, a volt termelőszövetkezet érintésével, illetve az 1-es vasútvonal vasúti átjáróján át ér be Győrszentivánra. A városrészbe beérve a központon végighaladva érinti a településrész családi házas övezeteit. A járat az útvonalat 43-44 perc alatt járja be. A napi indítások száma mindkét végállomásról: 2-2. A viszonylat tulajdonképpen a műszakváltások idején a rásegítő járat szerepét tölti be.

### 31A
A 31A jelzésű busz, csak Győrszentiván Homoksor, Napos út megállóig közlekedik, nem érintve a Kálmán Imre utat.

## Külső hivatkozások
- Babitzky Ákos – dr. Kovács Ferenc: A Kisalföld Volán Rt. bemutatása (2001)
- https://web.archive.org/web/20100214185151/http://www.kisalfoldvolan.hu/valtozo_dokumentumok/menetrend_gyor.pdf

1. ↑  az előbbi a régi 31-esnek felel meg